# Liebherr T 282B
Liebherr T 282B − to ogromnych rozmiarów wywrotka (wozidło) szwajcarskiej firmy Liebherr z 2004 roku. Samochody te używane są głównie w kopalniach w USA, Chile, RPA i Australii.
Po raz pierwszy został zaprezentowany na targach w Monachium, 29 marca 2004. Jest następcą modelu T 282 z 1998 roku.

## Dane techniczne
- Masa: 203 tony
- Masa dopuszczalna całkowita: 592 tony
- Ładowność: 363 ton
- Długość: 14,5 m
- Szerokość: 8,8 m
- Wysokość: 7,4 m
- Wysokość załadunkowa: 6,6 m
- Silniki Diesla:
  - DDM/MTU
    - 16-cylindrowy o pojemności 65 l i mocy 2700 KM (2015 kW),
    - 20-cylindrowy o pojemności 90 l i mocy 3650 KM (2725 kW),

  - Cummins
    - 16-cylindrowy o pojemności 60 l i mocy 2700 KM (2015 kW),
    - 18-cylindrowy o pojemności 78 l i mocy 3500 KM (2610 kW)
- Silniki elektryczne: dwa silniki prądu zmiennego firmy Siemens
- Maksymalna prędkość: 64,4 km/h

Pojazd jest napędzany przy pomocy przekładni elektrycznej, w której wysokoprężny silnik spalinowy (jeden z czterech do wyboru) napędza generator prądu (alternator), zasilający dwa silniki elektryczne umieszczone w piastach tylnych kół (bliźniaczych).